# Podmaničtí

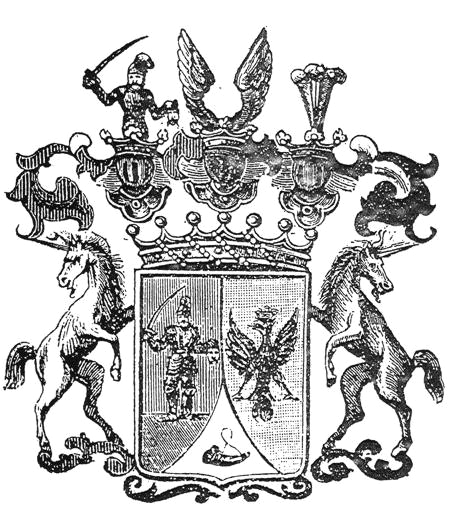
Rodinný erb

Podmaničtí (slovensky Podmanickovci) byl uherský šlechtický rod se sídlem v Podmaníně, Hričově a v Považské Bystrici na Pováží. Podmaničtí patřili mezi nejvýznamnější šlechtické rody Uherska. Své jméno i původ odvozují od vesničky Podmanín, pod kopcem Manín.

## Historie rodu Podmanických
První známý člen tohoto rodu byl v 14. století Hadrián z Podmanína (1351). Jeho syn Mikuláš byl přívržencem uherského panovníka Ludvíka z Anjou, jenž mu za jeho služby přidělil donace v blízkém okolí rodiště. Vzestup rodu Podmanických je spjat s obdobím upevňování panovnické moci Karla Roberta a jeho syna Ludvíka. Další příslušník rodu, Blažej Podmanický, spojil svůj osud s proslulou vojenskou organizací zvanou "bratříci". Tato vazba byla zpečetěna jeho svatbou s vdovou po jednom z jejich rotmistrů Mikulášovi Švidrigalovi Dorotou. Blažej se ponejprv připomíná v roce 1462 jako vojenský hejtman rakouského knížete Albrechta VI. Ve slovenské Wikipedii je udán jako datum jeho narození rok 1420. Není jasné, odkud autoři hesla "Podmanickovci" tento údaj vzali. Blažej se však zcela jistě narodil později. V době jeho smrti v roce 1480 byl jeho jediný syn Václav ještě malé dítě. Samostatně začal vystupovat až v roce 1493. Blažej napomohl svému pánu, Albrechtu VI., k vítězství nad jeho brarem, císařem Fridrichem III. Zasloužené odměny se však od něj nedočkal. Když Albrecht v roce 1463 zemřel, vymáhal Blažej dlužný žold spolu s dalšími bratříky po jeho bratru Fridrichovi. Dělo se tak pleněním a drancováním Rakous. To trvalo do roku 1466. Mezitím Matyáš Korvín sjednotil Uhry a vytvořil mocný stát. Svého hejtmana Šebestyána Rozgoně pověřil válkou proti nezávislým bratrským rotám. Poražené a zajaté bratříky však ochotně přijímal do svých služeb. Blažej Podmanický přešel do Matyášova tábora v době svého návratu z Rakous v roce 1466 patrně zásluhou svého příbuzného Ladislava z Podmanína. Stalo se tak na poslední chvíli. Na počátku roku 1467 došlo k dobytí poslední bašty bratříků ve Veľkých Kostoľanech. Ve službách nového panovníka se osvědčil jako odvážný bojovník během bojů se svými bývalými spolubojovníky i Turky. Vděčný Matyáš mu za odměnu daroval strmý hrad Hričov s příslušenstvím. Za podporu protipoděbradovské opozice na Moravě (plenil a pálil zvláště majetky stoupenců krále Jiřího z Poděbrad) roku 1467 získal doživotně i pevný východomoravský hrad Malenovice se stejnojmenným městečkem a 11 vesnicemi.
Už v první polovině 15. století se rod Podmanických rozdělil na dvě větve. Příslušníci jedné větve byly reprezentováni Blažejem. Druhou větev reprezentoval Ladislav Podmanický, který byl ve službách Huňadyů. Nejprve bojoval pod velením Ladislava Huňadyho. Koncem padesátých let 15. století uplatnil svůj vliv v uherském sněmu a přispěl ke zvolení Matyáše Korvína uherským králem. Je docela možné, že příslušníci dvou větví rodu Podmanických stáli v některých bitvách proti sobě. Je zřejmé, že právě takové paradoxní situace napomohly urovnání zmatků v zemi. Ladislav jako dlouholetý bojovník v řadách Korvínových vojsk, byl dostatečnou zárukou spolehlivosti Blažeje, který i díky němu úspěšně změnil stranu. V každém případě to, že právě Ladislav stál v rozhodujícím boji na vítězné straně, mělo vliv na poměr sil obou větví rodu. Jednoznačně dominující se stala Ladislavova větev. Blažejovi potomci dožili v zapomnění v Prečíně. Ladislav však úspěšně pokračoval v kariéře. Roku 1470 ho Matej Korvín jmenoval kapitánem Moravy a v roce 1458 mu daroval Považský hrad. Ladislav Podmanický dostal další majetky jako odškodné za smrt svého otce Antona, který pravděpodobně zahynul ve službách Huňadyů. V roce 1506 vydává Ján Podmanický regionální významný dokument zvaný Articuli Podmanickyani, který zachycuje vztah zeměpána a poddaných na počátku 16. století.

## Potomci Ladislava Podmanického

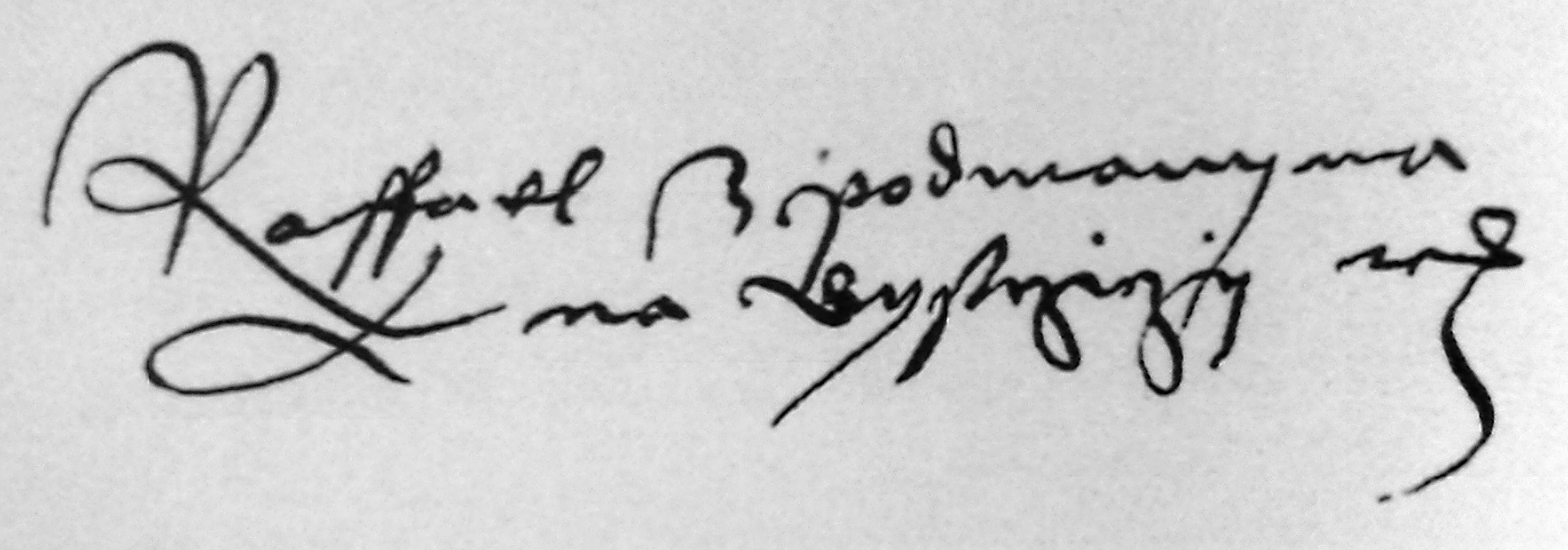
Podpis Rafaela Podmanického

- Ján Podmanický byl bratislavským županem (1510–1512). Diplomat a důvěrný poradce panovníka Vladislava Jagellonského.
- Štefan Podmanický byl nitranský biskup (od roku 1512) a jeden z prvních šiřitelů protireformace. Za uherské krále korunoval oba kandidáty Ferdinanda Habsburského i Jana Zápolského.
- Michal Podmanický byl členem dvora Jagellonců. Sloužil jako komorník Ludvíka Jagellonského, později byl kapitánem královy osobní stráže. Zúčastnil se bitvy u Moháče, z níž se však již nevrátil.
  - Tři dcery
  - Ján Podmanický byl loupežný rytíř, za věrné služby dostal od Zápolského hrad Palota ve Vesprémské stolici v Sedmihradsku. Zemřel bezdětný a majetek zdědil jeho bratr Rafael..
  - Rafael Podmanický byl loupežný rytíř, po uzavření míru s císařem v roce 1554 se stal županem severní části Trenčínské stolice, v kostele v Považské Bystrici se dochoval jeho figurální náhrobek s českým nápisem a erbem jeho manželky Jany z Lomnice. Zemřel bezdětný a jeho rozsáhlý majetek připadl koruně.